# Retten på Færøerne
Retten på Færøerne (færøsk: Sorinskrivarin í Føroyum) er Færøernes eneste domstol. Den er beliggende i Tórshavn og har desuden en afdeling på Suderø. Færøerne udgør én retskreds.
Domstolen ledes af en såkaldt administrerende sorenskriver, der svarer til en retspræsident ved en byret i Danmark. Yderligere 1 dommer, 1 retsassessor og 3 dommerfuldmægtige er tilknyttet retten. Retten på Færøerne adskiller sig fra det øvrige Danmarks retter ved at være kompetent i alle retssager, og afholder også søforklaringer. Sager afgjort ved Retten på Færøerne kan efterfølgende ankes til Østre Landsret, dog skal færøske nævningesager ankes direkte til Højesteret. 
Sorenskriveren fungerer desuden som overformynder og er formand for Erstatningsnævnet, Huslejenævnet, Overfredningsnævnet, Sterilisationsnævnet og Færøernes Ulykkesforsikringsråd. Siden september 2004 har den administrerende sorenskriver været Henrik Møller.
Retten på Færøerne behandler ca. 5.500 sager årligt.

## Eksterne hevisninger
- Retten på Færøernes officielle hjemmeside